# Стефан Салабашев (офицер)
 За бившия кмет на Стара Загора вижте Стефан Салабашев.  
Стефан Петров Салабашев е български кавалерийски офицер, полковник, участник в Сръбско-българската война.

## Биография
Роден е на 1 януари 1865 г. в град Стара Загора. Произхожда от известния старозагорски род Салабашеви. Дядо му Хаджи Начо е сред старозагорските първенци. Брат на Стефан е Иван Салабашев, бивш финансов министър. 
Стефан Салабашев първоначално учи в Стара Загора, а след това е изпратен да учи в Болградската гимназия. Пред 1880 г. се завръща в България и продължава обучението си в Пловдив. По време на Съединението се завръща и влиза като доброволец в 6-а Старозагорска дружина. По време на Сръбско-българската война се сражава при Пирот. След края на войната влиза във Военното училище. След като завършва през 1887 е зачислен към втори конен полк в Шумен. По-късно е преместен в първи конен полк. През 1890 г. става един от спечелилите конкурс на Военното министерство и е изпратен да учи в Австро-унгарската кралска кавалерийска школа за 2 години. След това става адютант на Кавалерийската дивизия в София.
Решава да извърши пробег от София до Букурещ за рекордно време с коня Любодеец от Българския държавен завод „Кабиюк“ до Шумен. На 20 април 1893 г. тръгва от София в посока Букурещ. С всички припаси товара на коня е 120 кг. Тържествено е посрещнат в Русе, а след това с яхта преминава брега до Гюргево. В Букурещ е посрещнат с военни почести. От 9 януари 1907 г. застава начело на девети конен полк в Русе. Уволнен е от армията на 17 август 1913 г.
През 1894 г. се жени за Радка Арифова (1876–1958). Тяхната дъщеря Смарайда Салабашева (1895–1972) се омъжва през 1913 г. за известния финансист, политик и дипломат Атанас Буров.
Умира на 4 октомври 1920 г.

## Военни звания
- Подпоручик (27 април 1887)
- Поручик (18 май 1890)
- Капитан (1895)
- Майор (1 май 1903)
- Подполковник (31 декември 1906)
- Полковник (1912)